# 길가메시 (애니메이션)
《길가메시》(ギルガメッシュ, Gilgamesh)는 이시노모리 쇼타로의 만화이다. 이후 총 26편의 애니메이션 작품으로도 만들어졌다.